# Tachysurus brashnikowi
Tachysurus brashnikowi es una especie de peces de la familia Bagridae en el orden de los Siluriformes.

## Morfología
• Los machos pueden llegar alcanzar los 22 cm de longitud total.

## Distribución geográfica
Se encuentra en la cuenca del río Amur.